# Врсте речи
Врсте речи су класе речи (лексичка јединица) одређене заједничким морфосинтаксичким карактеристикама.
У српском језику се традиционално издваја десет врста речи: именице, придеви, глаголи, заменице, бројеви, прилози, предлози, везници, речце, узвици.
.
Променљиве речи су именице, придеви, глаголи, заменице, бројеви од један до четири и неки прилози.
У именске речи спадају именице, придеви, заменице и променљиви бројеви. Именске речи имају деклинацију. Глаголи пак имају конјугацију.